# Lomographa perita
Lomographa perita är en fjärilsart som beskrevs av Paul Dognin 1900. Lomographa perita ingår i släktet Lomographa och familjen mätare. Inga underarter finns listade i Catalogue of Life.